# Bran (strängteori)

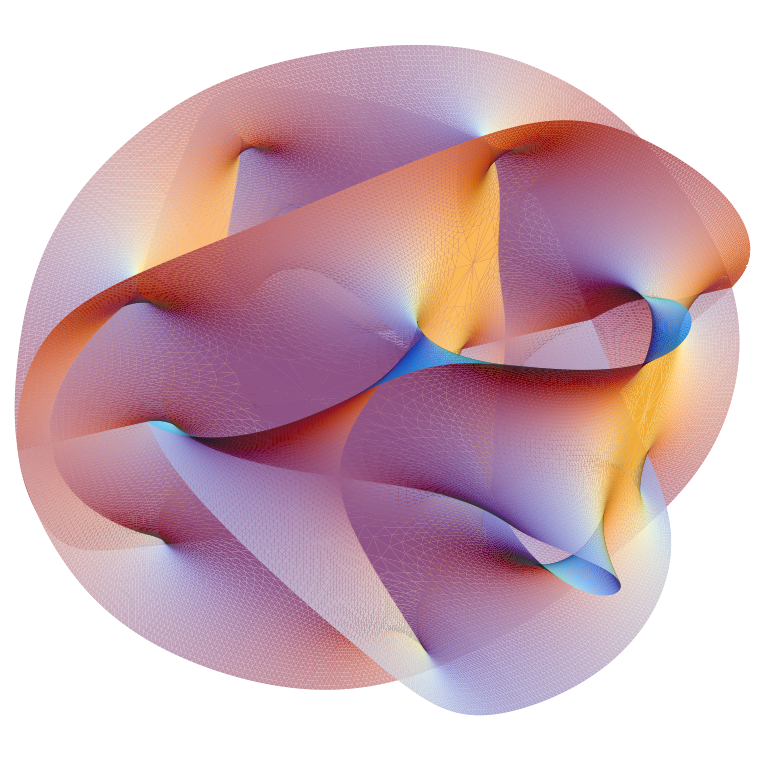

Ett bran (engelska brane) är i fysik en term i strängteorin. Namnet kommer från membran. Ett bran har ett antal dimensioner. Om det har två dimensioner har det formen av en yta. Ett 0-dimensionellt bran är en punkt, ett 1-dimensionellt bran är en linje och det tredimensionella branet bildar ett rum. Vissa teorier säger att ett bran med 3+1 dimensioner är det vi upplever som vårt universum, det vill säga rummet i tiden.
Se även brankosmologi.